# (21873) Jindřichůvhradec
(21873) Jindřichůvhradec ist ein Asteroid des Hauptgürtels, der am 29. Oktober 1999 von den tschechischen Astronomen Jana Tichá und Miloš Tichý am Kleť-Observatorium (IAU-Code 046) in der Nähe der Stadt Český Krumlov in Tschechien entdeckt wurde.
Der Asteroid wurde am 28. Januar 2002 nach der Stadt Jindřichův Hradec in Südböhmen benannt, der Bezirksstadt des gleichnamigen Okres Jindřichův Hradec. Die Anfänge reichen bis ins 10. Jahrhundert zurück.